# Altamont, Oregon
Altamont är en ort i Klamath County i delstaten Oregon, USA.